# Priozernyy Rayon (region i Kazakstan)
Priozernyy Rayon är en region i Kazakstan. Den ligger i den östra delen av landet, 600 km sydost om huvudstaden Astana.